# 田中春男
田中 春男（たなか はるお、1912年3月25日 - 1992年2月21日）は、日本の俳優。名脇役として日本映画界を支えたバイプレイヤーである。娘は女優の宇治みさ子。

## 略歴
1912年3月25日、京都府京都市中京区で染色業を営む家に二男二女の次男として生まれる。教業小学校卒業後、同志社中学校を受験して合格するが、家の都合で大阪府大阪市の泉尾中学校に入学した。
1925年、映画俳優になるため、日活大将軍撮影所所長の池永浩久の自宅を訪ねて入社を懇請した。ようやく許されると中学校を中退し、日活に入社した。2年間ほど仕出しを務め、1928年に『出世二人小僧』で準主演に抜擢される。1931年の『かんかん虫は唄ふ』で初主演し、以降二枚目スターとして活躍する。1933年に現代劇部から時代劇部に移るが、1934年に友人で日活京都の製作部長だった永田雅一が興した第一映画社に参加、脇役として活躍した。
1936年、第一映画社が解散後、永田について新興キネマに入社し、主演・準主演で活躍した。しかし、1940年に現代劇部革新を叫んで会社と衝突、同志の菅井一郎、河津清三郎、清水将夫らと共に退社して俳優団体・第一協団を結成した。以降はフリーとなり戦中は主に東宝の映画に出演したが、完全に脇役に回っていた。
戦後は、東宝・新東宝などの映画に出演するが、次第に独特の個性を発揮して、黒澤明や小津安二郎、溝口健二、豊田四郎など日本映画史を彩る数々の巨匠の作品に出演し性格俳優として活躍した。
特に腹に一物ある関西人（商人など）を演じさせたら天下一品の名優であった。分けても清水次郎長で知られる『次郎長三国志』シリーズの登場人物である法印大五郎は、自らもって適役と任ずる当たり役で、監督や配給会社が変っても自ら志願して可能な限り演じ続けた。東宝で9本、東映で4本の同映画を残し「次郎長ものの神様」とも称されたマキノ雅弘監督などは、彼の意志と演技力を高く評価していた。1975年に、やはりマキノ雅弘が監督したテレビドラマ『マチャアキの森の石松』でも、法印大五郎を熱望したが、先に岸部シローが決まっていたため、マキノ監督に断られた。
1992年2月21日、肺がんのため死去。79歳没。

## 主な出演作品

### 映画
- 狂恋の女師匠（1926年、日活） - 酒屋の小僧
- かんかん虫は唄ふ（1931年、日活） - かんかん虫のトム公
- 大地に立つ 前篇・後編（1932年、日活）
- 一九三二年の女（1932年、日活）
- 嚝野乃果（1933年、日活） - 江見主税
- 陣屋の正太郎（1934年、日活） - 陣屋の若殿
- 風流活人剣（1934年、片岡千恵蔵プロ） - 横山新太郎
- 忠臣蔵 刃傷篇・復讐篇（1934年、日活） - 伊達右京亮
- 血煙天明陣（1934年、片岡千恵蔵プロ） - 将軍家治
- 民衆の太陽（1935年、新興） - 新城巡査
- 王者目指して（1935年、新興） - 野球部員岸
- 大地の愛（1936年、新興） - 田宮
- 脱線令嬢（1937年、新興） - 応援団長近藤
- 東京おけさ（1937年、新興） - 中国の芸人陳竜善
- 青空士官（1937年、新興） - 新村
- 海軍爆撃隊（1937年、新興） - 太田水兵
- 男なりゃこそ（1937年、新興） - 林原先生
- 現代の英雄（1938年、新興） - 田川子爵
- 露営の歌（1938年、新興） - その夫
- 母の魂（1938年、新興） - 神主
- 噫!南郷少佐（1938年、新興） - 南郷少佐の弟
- 侠艶録（1939年、新興） - 新聞記者
- 仇なさけ（1939年、新興） - 若い漫才師勝栗
- 芸道一代男（1941年、特作プロ） - 古着屋
- 南海の花束（1942年、東宝） - 操縦士石川
- ハワイ・マレー沖海戦（1942年、東宝）- 伊沢航海士[1]
- 三十三間堂通し矢物語（1945年、東宝）
- 歌え！太陽（1945年、東宝）- 支配人
- 緑の故郷（1946年、東宝）- 北原誠
- 民衆の敵（1946年、東宝） - 徴用工丸山
- 麗人（1946年、東宝）- 里枝の夫三造
- 霧の夜ばなし（1946年、東宝）- 権三
- 愛の宣言（1946年、東宝）- 谷孫四郎
- わが青春に悔なし（1946年、東宝） - 学生
- 今ひとたびの（1947年、東宝） - 左近正彦
- 東宝千一夜（1947年、新東宝）
- 見たり聞いたりためしたり（1947年、新東宝）- 河井良作
- 愛よ星と共に（1947年、東宝）- 菊岡
- 幸福への招待（1947年、新東宝）
- 愛情診断書（1948年、新東宝） - 秘書中尾
- あの夢この歌（1948年、新東宝）- 佐々木駿二
- それはある夜のことだった（1948年、新東宝）- 三井四郎
- わが街は緑なり（1948年、新東宝）- 巡査
- 天の夕顔（1948年、新東宝）- ある男
- エノケンのホームラン王（1948年、新東宝） - 魚虎亭主
- 三百六十五夜 東京篇・大阪編（1948年、新東宝） - 姉小路三郎
- 生きている画像（1948年、新東宝） - 鯉沼一風
- 向う三軒両隣り（1948年、新東宝）- 長男伸一
  - 続向う三軒両隣り どんぐり歌合戦（1950年、新東宝）- 書生牧野
  - 続向う三軒両隣り 恋の三毛猫（1950年、東宝）- 書生牧野
- 虹を抱く処女（1948年、新東宝）- 大町北夫
- 拳闘狂一代記（1949年、新東宝）- 金田
- 異国の丘（1949年、新東宝） - 三男
- 湯の町悲歌（1949年、新東宝）- 三上
- びっくり五人男（1949年、新東宝）- 初五郎
- 旅姿人気男（1949年、新東宝）- 佐久間英一
- 鍋島怪猫伝（1949年、新東宝） - 龍造寺又七郎
- 男の涙（1949年、新東宝） - 佐藤文芸部長
- あきれた娘たち（1949年、新東宝）- 長男一郎
- 小原庄助さん（1949年、新東宝） - 紺野青造
- 帰国（1949年、新東宝） - 商人風の男
- 影を慕いて（1949年、新東宝）- 山口
- お染久松（1949年、新東宝）- 三郎兵衛
- 暁の脱走（1950年、新東宝） - 野呂軍曹
- 右門捕物帖 伊豆の旅日記（1950年、新東宝） - 伝六
- 妻と女記者（1950年、東宝）- 横山徹
- 熱泥池（1950年、新東宝）- 山猫
- 雪夫人絵図（1950年、新東宝） - ボーイ
- アマカラ珍騒動（1950年、新東宝）- 阪本
- 大利根の夜霧（1950年、新東宝）- めっかちの勝五郎
- 處女峰（1950年、大映） - 佐藤達次郎
- 女左膳（1950年、新東宝）- 田安三次郎
- 愛染香（1950年、新東宝）-遠上昌治
- 銀座化粧（1951年、新東宝） - 白井権六
- 伊豆物語（1951年、東宝）- 武彦
- メスを持つ処女（1951年、東宝）- 福井一夫
- 覗かれた足（1951年、新東宝）- 中村
- 奴隷の街（1951年、大映）- 立川太一
- 月よりの母（1951年、新東宝）- 青山五郎
- 母は嘆かず（1951年、新東宝）- 村田
- めし（1951年、東宝） - 丸山治平
- 平手造酒（1951年、新東宝） - 門人神坂
- 惜春（1951年、新東宝）- 古谷作造
- 私はシベリアの捕虜だった（1952年、東宝）- 竹澤曹長
- お洒落狂女（1952年、東映） - 清水権太夫
- 浮雲日記（1952年、東宝）- 横井誠
- チャッカリ夫人とウッカリ夫人（1952年、新東宝）- 迂刈良夫
  - 続チャッカリ夫人とウッカリ夫人（1952年、新東宝）- 迂刈良夫
- 朝の波紋（1952年、新東宝）- 伊東
- 水色のワルツ（1952年、東映）- 寺田先生
- 離婚（1952年、新東宝）- 相馬文夫
- 東京のえくぼ（1952年、新東宝） - 酒屋の主人武さん
- チョイト姐さん思い出柳（1952年、新東宝）－　桑原
- 生きる（1952年、東宝） - 市民課職員・坂井
- 弥太郎笠（1952年、新東宝）- 照吉
- サラリーマン喧嘩三代記（1952年、新東宝） - 牛島課長
- 次郎長三国志シリーズ（東宝） - 法印の大五郎
  - 第一部 次郎長売り出す（1952年）
  - 第二部 次郎長初旅（1953年）
  - 第三部 次郎長と石松（1953年）
  - 第四部 勢揃い清水港（1953年）
  - 第五部 殴込み甲州路（1953年）
  - 第六部 旅がらす次郎長一家（1953年）
  - 第七部 初祝い清水港（1954年）
  - 第八部 海道一の暴れん坊（1954年）
  - 第九部 荒神山（1954年）
- 親馬鹿花合戦（1953年、新東宝）- 岩崎国太郎
- 午前零時（1953年、東宝）- 浪花家文福
- 権九郎旅日記（1953年、新東宝）- 篠木平作
- 煙突の見える場所（1953年、新東宝） - 塚原忠二郎
- アチャコ青春手帳第三話 まごころ先生の巻（1953年、新東宝）- 深田久造
- アジャパー天国（1953年、新東宝） - 田所稔
- 晴れ姿 伊豆の佐太郎（1953年、新東宝） - 天城屋鮒次郎
- 大菩薩峠（東映）- 金蔵
  - 大菩薩峠 第二部（1953年）
  - 大菩薩峠 第三部（1953年）
- 丹下左膳（1953年、大映） - 遊び人与吉
- 祇園囃子（1953年、大映） - 小川
- 江戸の花道（1953年、東映）- 楽之助
- 続丹下左膳（1953年、大映） - 遊び人与吉
- 次郎長一家罷り通る（1953年、松竹）- 紐川運平太
- 青春ジャズ娘（1953年、新東宝）- 森田
- すっ飛び千両旅（1953年、新東宝）- 亀吉
- 女の一生（1953年、新東宝） - 滝口義人
- 叛乱（1954年、新東宝） - 円タク運転手
- 今宵誓いぬ（1954年、新東宝）- 岩上善太郎
- 美しき鷹（1954年、大映）- 馬丁絹の男
- 春色お伝の方 江戸城炎上（1954年、新東宝） - 安養院
- 大阪の宿（1954年、新東宝） - 支店長
- 御ひいき六花撰 素ッ飛び男（1954年、東宝） - 森田屋清蔵
- 噂の女（1954年、大映） - 川本
- 重盛君上京す（1954年、新東宝）- 市森
- やくざ囃子（1954年、東宝） - 辰
- 此村大吉（1954年、大映）- 横井甚兵衛
- 幽霊男（1954年、東宝）- 菊地陽介
- 近松物語（1954年、大映） - 岐阜屋道喜
- 紋三郎の秀（1955年、新東宝）- 用心棒鷲坂
- 次郎長遊侠伝 秋葉の火祭り（1955年、日活） - 法印の大五郎
- めくら狼（1955年、東宝）- 豆六
- 森繁の新入社員（1955年、東宝）- 新田五郎
- 月に飛ぶ雁（1955年、東宝） - 河村課長
- のんき裁判（1955年、新東宝） - 検事
- 母の曲（1955年、新東宝）- 横山国作
- りゃんこの弥太郎（1955年、新東宝）- 代官橋爪
- 清水の三ン下奴（1955年、新東宝）- お化けの金太郎
- 夫婦善哉（1955年、東宝） - 長助
- 王将一代（1955年、新東宝） - 宮田
- 右門捕物帖 恐怖の十三夜（1955年、宝塚映画） - 丹羽金四郎
- 青カ島の子供たち 女教師の記録（1955年、新東宝）- 魚源さん
- 宮本武蔵 完結篇 決闘巌流島（1956年、東宝） - 秩父の熊五郎
- あばれ行燈（1956年、新東宝）- 乾分山太
- 早春（1956年、松竹） - 野村
- 黒帯三国志（1956年、東宝）- 人買いの譲次
- 赤線地帯（1956年、大映） - 大阪弁のセールスマン
- 愛情の決算（1956年、東宝）- 木原実
- 鬼の居ぬ間（1956年、東宝）- 山田
- 祇園の姉妹（1956年、大映） - 古沢謙三
- 不良少年（1956年、東宝）- 日守
- 白夫人の妖恋（1956年、東宝） - 李公甫[1]
- 四谷怪談（1956年、新東宝）- 直助
- 恐怖の逃亡（1956年、東宝）萩原義雄
- 母を求める子ら（1956年、大映） - 建具屋の主人
- 飯沢匡作「二号」より ある女の場合（1956年、東宝）- 吉岡健吉
- 猫と庄造と二人のをんな（1956年、東宝） - 萩村
- おかしな奴（1956年、東宝） - タクシー運転手
- 天上大風（1956年、東宝） - 田所専務
- 世にも面白い男の一生 桂春団治（1956年、宝塚映画） - 立花屋花橘
- 男の花道（1956年、宝塚映画） - 目明し凡六
- 妻の心（1956年、東宝） - 赤城屋の主人国夫
- 歌う不夜城（1957年、東宝）- 東瓢六
- 女だけの街（1957年、松竹）- 牧孝市
- 踊子（1957年、大映）- 田村
- 大番（1957年、東宝） - ソバ屋主人
- 雪国（1957年、東宝） - 番頭
- 東京暮色（1957年、松竹） - 小松の客
- 山鳩（1957年、東宝） - 蓬莱館番頭
- ひかげの娘（1957年、東宝）- 守田
- 裸の街（1957年、東宝）- 井谷
- あらくれ（1957年、東宝） - 房吉
- 「元禄忠臣蔵・大石最後の一日」より 琴の爪（1957年、東宝） - 近松勘六
- 淑女夜河を渡る（1957年、松竹）- 松の間の客
- 初恋物語（1957年、東宝） - 鴎屋の主人徳三
- どん底（1957年、東宝） - 辰
- 太夫さんより 女体は哀しく（1957年、宝塚映画） - 安吉
- 一本刀土俵入り（1957年、東宝）- 辰三郎
- 下町（1957年、東宝）- 善助
- 恋風道中（1957年、東映） - 髯の権次
- 母三人（1958年、東宝）- 望月
- アンコールワット物語 美しき哀愁（1958年、東宝）- 谷大三郎
- 二等兵物語 死んだら神様の巻（1958年、松竹） - 山根中尉
- 無法松の一生（1958年、東宝） - 熊吉
- 警視庁物語 魔の伝言板（1958年、東映） - 横瀬八郎
- 清水港の名物男 遠州森の石松（1958年、東映） - 法印の大五郎
- 血汐笛（1958年、東映） - 伊太吉
- 殿さま弥次喜多 怪談道中（1958年、東映） - 垣内権兵衛
- 若君千両傘（1958年、東映） - 出しゃばりの新吉
- みみずく説法（1958年、東京映画） - 高安亭
- 人魚昇天（1958年、松竹）- 見晴亭々主
- 女侠一代（1958年、松竹）- 皆木与一郎
- 一心太助 天下の一大事（1958年、東映）
- 裸の大将（1958年、東宝）- さね三さん
- 弥次喜多道中双六（1958年、東宝） - どぶ池の定十親分
- ごめん遊ばせ花婿先生（1958年、大映）- 菅谷
- 暗黒街の顔役（1959年、東宝） - 黒崎
- 未婚（1959年、松竹）- 松広多助
- おしどり道中（1959年、東映） - 三島の春太郎
- 或る剣豪の生涯（1959年、東宝） - カンカラの勝
- お早よう（1959年、松竹） - 原田辰造
- 荒海に挑む男一匹 紀の国屋文左衛門（1959年、松竹）- 船頭飛入りの寅松
- 太陽に背く者（1959年、松竹）- 徳永刑事
- お染久松 そよ風日傘（1959年、東映）- 多三郎
- 森の石松幽霊道中（1959年、宝塚映画） - 布橋の兼吉
- 怪談一つ目地蔵（1959年、東映）- 伊助
- 大暴れ八百八町（1959年、松竹） - 左官六兵衛
- はやて紋三郎（1959年、東映）- 宗吉
- 江戸っ子判官とふり袖小僧（1959年、東映） - 亀屋東西
- 新吾十番勝負（東映）
  - 第二部（1959年） - 繁蔵
  - 完結篇（1960年） - 白沼半十郎
- 暴れん坊森の石松（1959年、東宝）- 偽石松
- 恋山彦（1959年、東映） - 矢走右近太郎
- 総会屋錦城 勝負師とその娘（1959年、大映） - 三宅
- 浮草（1959年、大映） - 矢太蔵
- かくれた人気者（1959年、松竹）- 関口達人
- 天下の大泥棒 白浪五人男（1960年、東宝）- 梅本春之進
- 殿様弥次喜多（1960年、東映） - 垣内権兵衛
- あらくれ大名（1960年、東映） - むささび小金吾
- 弥太郎笠（1960年、東映）- 照吉
- 右門捕物帖 地獄の風車（1960年、東映） - 留公
- 草間の半次郎 霧の中の渡り鳥（1960年、東映） - 矢切の長太郎
- 暴れん坊兄弟（1960年、東映） - 下島孝之進
- 壮烈新選組 幕末の動乱（1960年、東映） - 村上常右衛門
- 悪魔の札束（1960年、東映）- 宮本
- 清水港に来た男（1960年、東映）- 六助
- 海賊八幡船（1960年、東映） - 伝馬
- 天竜母恋い笠（1960年、東映） - 由松
- 森の石松鬼より恐い（1960年、東映） - 伝法の佐吉
- 江戸の朝風（1960年、東映） - おとぼけ仙太
- 緋ぼたん浪人（1960年、東映）- 辰次
- 若き日の次郎長シリーズ（東映） - 法印大五郎
  - 若き日の次郎長 東海の顔役（1960年）
  - 若き日の次郎長 東海一の若親分（1961年）
  - 若き日の次郎長 東海道のつむじ風（1962年）
- 家光と彦左と一心太助（1961年、東映） - 笹尾喜内
- 江戸っ子肌（1961年、東映）- 猪吉
- 江戸っ子奉行 天下を斬る男（1961年、東映）- 宇之吉
- 富士に立つ若武者（1961年、東映） - 鬼頭次
- 赤穂浪士（1961年、東映） - 金助
- 白馬城の花嫁（1961年、東映）- ぐでんの伝次
- 水戸黄門 助さん格さん大暴れ（1961年、東映） - 渥美源太兵衛
- 無法者の虎（1961年、東映）-丑五郎
- 出世武士道（1961年、東映） - 大垣四郎兵衛
- 若さま侍捕物帳シリーズ（東映）
  - 若さま侍捕物帳 黒い椿（1961年） - 金助
  - 若さま捕物帳 お化粧地獄（1962年） - 遠州屋小吉
- 維新の篝火（1961年、東映）- 安造
- 源氏九郎颯爽記 秘剣楊羽の蝶（1962年、東映） - 鐚の市
- 黄門社長漫遊記（1962年、東映） - 大久保彦三郎
- サラリーマン一心太助（1962年、東映）- 田中
- おったまげ人魚物語（1962年、松竹）- ダルマ
- 橋蔵のやくざ判官（1962年、東映） - 目明し八五郎
- 酔いどれ無双剣（1962年、東映）- 留吉
- 学生芸者 恋と喧嘩（1962年、松竹） - 三木支配人
- 次郎長と小天狗（1962年、東映） - 法印の大五郎
- 裸体（1962年、松竹）- 津田
- あいつばかりが何故もてる（1962年、松竹）- 志賀武之進
- 古都（1963年、松竹） - 番頭植村
- 大暴れ五十三次（1963年、東映）- 勘吉
- いれずみ半太郎（1963年、東映）- 喜兵衛
- ギャング対Gメン 集団金庫破り（1963年、東映）- 竹中譲治
- 人生劇場 飛車角（1963年、東映）- 杉田清七
- 河内の風より あばれ太鼓（1963年、松竹）- ぱあだの松
- 悪名市場（1963年、大映） - 柿本
- 八州遊侠伝 男の盃（1963年、東映）- 大八
- あらくれ荒野（1963年、松竹）- 玉木英太郎
- 新・夫婦善哉（1963年、東京映画） - 長助
- 次郎長三国志シリーズ（東映） - 法印の大五郎
  - 次郎長三国志（1963年）
  - 次郎長三国志 甲州路殴り込み（1965年）
- 続・ニッポン珍商売（1963年、松竹）- 悪酔屋
- 大笑い殿様道中（1964年、東映）- 大久保彦左衛門
- 車夫遊侠伝 喧嘩辰（1964年、東映）
- 越後つついし親不知（1964年、東映） - 九谷育三
- 悪坊主侠客伝（1964年、東映）- 長吉
- 博徒（1964年、東映） - 花沢次郎吉
- がらくた（1964年、東宝） - 黄旗屋庄兵衛
- われ一粒の麦なれど（1964年、東宝） - 立花
- 集団奉行所破り（1964年、東映） - 吉蔵
- 仇討（1964年、東映） - 白木甚左衛門
- 博徒対テキ屋（1964年、東映）- 谷川由松
- 日本侠客伝シリーズ（東映）
  - 日本侠客伝 浪花篇（1965年） - 亀崎
  - 日本侠客伝 関東篇（1965年） - 太平洋
- 色ごと師春団治（1965年、東映） - 戎
- 蝶々雄二の夫婦善哉（1965年、東映） - 正三
- 青いくちづけ（1965年、大映） - 夏目信蔵
- 新蛇姫様 お島千太郎（1965年、東映） - 十兵衛
- 関東果し状（1965年、東映） - 辻剛造
- 昭和残侠伝 唐獅子牡丹（1966年、東映） - 宮田留吉
- 続・おんな番外地（1966年、東映） - 黒江
- これが青春だ!（1966年、東宝） - 黒井教頭
- 「エロ事師たち」より 人類学入門（1966年、日活） - 伴的
- のれん一代女侠（1966年、東映） - 木屋兼
- 三等兵親分（1966年、東映） - 赤松
- 地獄の野良犬（1966年、東映） - 矢島大造
- 男の顔は履歴書（1966年、松竹） - 峰岸
- てなもんや東海道（1966年、東宝） - 丹下完膳
- 三等兵親分出陣（1966年、東映） - 赤松
- 阿片台地 地獄部隊突撃せよ（1966年、松竹） - 古着屋
- お尋ね者七人（1966年、東映） - 大岡喜平
- 雌が雄を喰い殺す かまきり（1967年、松竹） - 花山茂
- 河内フーテン族 （1968年、東宝） - 浅吉親分
- 新いれずみ無残 鉄火の仁義（1968年、松竹） - 番頭
- 燃えつきた地図（1968年、大映） - タクシーの運転手
- 嵐の果し状（1968年、日活） - 井上儀十
- ごろつき（1968年、東映） - 上等兵
- ある女子高校医の記録 初体験（1968年、大映） - 板倉教頭
- 徳川いれずみ師 責め地獄（1969年、東映） - 鮫島
- めくらのお市 地獄肌（1969年、松竹）- 岩吉
- 日本女侠伝 侠客芸者（1969年、東映）- 河原
- 日本残挟伝（1969年、日活）- おくま
- 新選組（1969年、三船プロ） - 幇間
- 日本暗殺秘録（1969年、東映） - 職人
- 不良番長一獲千金（1970年、東映）- 生活
- 高校さすらい派（1970年、松竹） - 進藤の父親
- 残酷おんな情死（1970年、日活）- 相原
- ごろつき無宿（1971年、東映）- 角田
- 新網走番外地シリーズ（東映）
  - 嵐を呼ぶ知床岬（1971年） - 平さん
  - 嵐呼ぶダンプ仁義（1972年） - 北条周平
- 銀蝶渡り鳥（1972年、東映）- 原田
- 人生劇場 青春・愛欲・残挟篇（1972年、松竹）- 小金
- 山口組三代目（1973年、東映）- 河内和四郎
- 竜馬暗殺（1974年、ATG） - 叶屋市兵衛（特別出演）
- 潮騒（1975年、東宝） - 行商人
- 悪魔が来りて笛を吹く（1979年、東映） - 闇屋A
- ニッポン警視庁の恥といわれた二人 刑事珍道中（1980年、東映）- タクシーの老運転手
- 炎のごとく（1981年、東宝） - 焼餅屋の親爺
- お葬式（1984年、ATG） - 老人
- ビー・バップ・ハイスクール（1985年、東映） - 補聴器の老人

### テレビドラマ
- 源義経 - 伊勢三郎役
- 天下の青年（1967年、フジテレビ・東宝）
- 太陽野郎（1967年 - 1968年、日本テレビ・東宝） - 磯部金太郎役
- 鬼平犯科帳 （1969年、NET）第16話「駿州宇津谷峠」（1970年）- 空骨の六兵衛役
- 潮風の女（1970年、NHK）
- 大忠臣蔵（1971年、朝日放送）- 佐藤條右衛門役
- 徳川おんな絵巻 第27話「花嫁学校」・第28話「恋を追う女」（1971年、関西テレビ・東映）- 豊前屋茂左衛門役
- 特別機動捜査隊（NET、東映）
  - 第205話「歌のある街」（1965年）- 泉仙三役
  - 第306話「土と金と女」（1967年）- 田村耕作役
  - 第530話「懐かしのメロディー 殺し屋」（1971年）- 小山田役
- ぼてじゃこ物語（1971年、よみうりテレビ） - 主人公の雪子の父親役
- 一心太助 第18話「親分！おひかえなすって」（1972年、フジテレビ / 国際放映） - 藤吉
- 大岡越前（TBS / C.A.L）
  - 第3部 第20話「ゆすり」（1972年10月30日） - 藤兵衛役
  - 第7部 第2話「紅蜘蛛の娘」（1983年4月25日） - 猪之吉役
- 赤ひげ 第13話「徒労に賭ける」（1973年、NHK）
- 走れ!ケー100 第3話「汽笛が呼んだ高原の春（大分の巻）」（1973年、TBS）- ホテルの支配人役
- 恐怖劇場アンバランス 第4話「殺しのゲーム」（1973年、フジテレビ・円谷プロ）- 鈴木正助役
- ふりむくな鶴吉 第9話「はぐれ凧」（1974年、NHK）
- 助け人走る 第30話「賃金大仕掛」（1974年、ABC / 松竹） - 斎藤頼母役
- 大江戸捜査網 第143話「金のなる木で人が死ぬ」（1974年、テレビ東京） - 源造役
- ちょっとしあわせ（1974年 - 1975年、NET） 柚木忠基役
- 太陽にほえろ! 第132話「走れ! ナポレオン」（1975年、日本テレビ） - 靴磨きの男役
- 花王愛の劇場 / 幻の殺意（1976年、TBS）
- 伝七捕物帳（1973年 - 1977年、日本テレビ・ユニオン映画） - 六蔵役
- 新五捕物帳（1977年 - 1981年、日本テレビ・ユニオン映画） - 茂兵衛役
- 桃太郎侍 第24話「鬼奉行を消せ」（1977年、日本テレビ・東映） - 与平役
- 水戸黄門（TBS・C.A.L）
  - 第8部 第2話「駕籠屋になった助さん格さん・川崎」（1977年7月25日） - 政五郎役
  - 第14部 第2話「悪を斬る! 白狐の剣・郡山」（1983年11月7日） - 益造役
- 横溝正史シリーズII 「女王蜂」（1978年、毎日放送・三船プロ） - 姫野東作役
- 破れ新九郎 第15話「盗人宿の女」（1979年、テレビ朝日・中村プロ） - 卯七役
- 服部半蔵・影の軍団 第6話「夜霧の港に消えた女」（1980年、関西テレビ・東映） - 市兵衛役
- 長七郎江戸日記 第1シリーズ 第28話「月夜の闇退治」（1984年、日本テレビ・ユニオン映画） - 喜兵衛役
- 流れ星佐吉 第25話「川がつけた大決着」（1984年、関西テレビ・松竹）
- 花嫁人形は眠らない（1986年、TBS） - 古書店主 役
- ライスカレー（1986年、フジテレビ）
- 田原坂（1987年、日本テレビ・ユニオン映画） - 椎原国幹役
- キツイ奴らスペシャル 栄冠は君に輝く（1990年、TBS・KANOX）

## 関連書籍
- 『日本映画スチール集 新興キネマ モダニズム篇』（立花忠男/編著、ワイズ出版、2002年1月） ISBN 4898301274